# Gustav Neumann
Gustav Richard Ludwig Neumann (parfois orthographié Neymann) est un joueur d'échecs prussien né le 15 décembre 1838 à Gleiwitz, arrondissement de Tost-Gleiwitz (de) et mort le 16 février 1881 qui fut un des meilleurs joueurs du monde de 1864 à 1872.

## Biographie et carrière
Neumann naquit le 15 décembre 1838 à Gleiwitz dans la province de Silésie. Il vint à Berlin pour faire des études de physique et de chimie. Il y rencontra Adolf Anderssen contre lequel il joua de nombreuses parties à partir de 1860. En 1864, à Leipzig, il perdit un match contre Louis Paulsen (+3 –5 =3). 
En 1864, Neumann et Anderssen fondaient la revue d'échecs Neue Berliner Schachzeitung, qu'ils éditèrent de 1864 à 1867 et qui parut jusqu'en 1871. 
En 1865, Neumann remporta le tournoi de Berlin avec 34 parties gagnées sur 34 (premier tournoi remporté avec 100 % des points dans l'histoire des échecs) et le tournoi du congrès de la fédération d'Allemagne de l'Ouest des échecs (Westdeutschen Schachbundes : WDSB) à Elberfeld (1865). En 1867, lors de sa première participation à un tournoi international, à Paris, il finit quatrième derrière Ignatz von Kolisch, Winawer et Steinitz ; puis il battit en match Celso Golmayo (3-0), Simon Winawer (3-0) et Samuel Rosenthal (+5 –0 =6). Le sommet de la carrière de Neumann fut sa victoire au tournoi international d'Écosse à  Dundee en 1867, devant Steinitz et Blackburne. 
En 1869, alors qu'il s'était installé à Paris pour terminer ses études, Neumann battit à nouveau Rosenthal : 3,5 à 0,5 (+3 –1 =1) et 4,5 à 1,5 (+4 –1 =1). En décembre 1869, il fut frappé par une dépression nerveuse et interné dans un hôpital psychiatrique. En 1870, de retour en Allemagne, il sortit troisième-quatrième, ex æquo avec Blackburne, derrière Adolf Anderssen (qu'il battit 2-0) et Steinitz du tournoi international de Baden-Baden. En 1872, à Altona, il finit deuxième derrière Anderssen. Des problèmes de santé mentale l'empêchèrent de disputer des tournois après 1872.
Neumann mourut le 16 février 1881 à Allenburg près de Wehlau en province de Prusse-Orientale.